# Selenia centripetala
Selenia centripetala är en fjärilsart som beskrevs av Edward Alfred Cockayne 1952. Selenia centripetala ingår i släktet Selenia och familjen mätare. Inga underarter finns listade.